# US Open 1956 (Badminton)
Die US Open 1956 im Badminton fanden vom 4. bis zum 7. April 1956 in Philadelphia statt.

## Finalergebnisse
| Disziplin    | Sieger                                 | Finalist                    | Ergebnis           |
| ------------ | -------------------------------------- | --------------------------- | ------------------ |
| Herreneinzel | Finn Kobberø                           | Joe Alston                  | 15-11, 15-8        |
| Dameneinzel  | Judy Devlin                            | Margaret Varner             | 12-10, 11-6        |
| Herrendoppel | Finn Kobberø Jørgen Hammergaard Hansen | Ooi Teik Hock Ong Poh Lim   | 15-8, 9-15, 15-7   |
| Damendoppel  | Ethel Marshall Beatrice Massman        | Judy Devlin Susan Devlin    | 10-15, 15-7, 15-10 |
| Mixed        | Finn Kobberø Judy Devlin               | Bob Williams Ethel Marshall | 15-6, 15-11        |